# Петдесятничество
Петдесятничеството е движение в Християнството, което набляга на личния контакт с Бога, посредством кръщение със Светия Дух.
Името Петдесятничество идва от Петдесетница (гръцки термин, описващ еврейски празник на седмиците). За християните този случай описва слизането на Светия Дух върху последователите на Иисус Христос (Деяния на светите апостоли, гл.2) и петдесятните вярват, че чрез това кръщение в Светия Дух християните се доближават до духовната мощ, поклонението и учението на ранната църква. Поради тази причина някои Петдесетни църкви използват и името Апостолска.
Повечето петдесятни християни се идентифицират като Протестанти. Някои използват термина Евангелисти, а други се отъждествяват като възстановители. Петдесятничеството, богословски и исторически, се доближава до Харизматичното движение, тъй като то е повлияло много на това движение. Освен това някои Петдесятни църкви изповядват Триединството, а други не. В рамките на класическото Петдесятно движение се открояват 3 насоки – Уеслианство (Wesleyan-Holiness), Higher Life и така нареченото Oneness (единодушно или Апостолско) Петдесятничество.
Над 600 милиона по целия свят са петдесятни вярващи.

## Вярвания

### Преглед
От богословска гледна точка, повечето Петдесятни деноминации са в съответствие с Евангелизма, подчертавайки достоверността на Библията и необходимостта от промяна на човека вследствие на вярата в Иисус Христос. Петдесятните християни се придържат към доктрината за безпогрешността на Библията и вярват, че Святата книга е достоверен източник на вярата в Господ Иисус Христос, допускайки буквалното ѝ тълкуване.
Това убеждение се изразява в доктринни изявления на различни Петдесятни организации като Асамблеите на Бога – Изявление на основните истини, утвърждаване на вярата на Църквата на Бога в Христа и Декларацията на вярата на Международната Църква на четвероевангелието.

### Уеслианство и „Превъзвишен живот“
Така нареченото Wesleyan Петдесятничество (или уеслианство) е системата на Християнската теология на Методизма, проповядвана от Джон Уесли. Тази теология подчертава живота на Християнската святост: да обичаш Господа с цялото си сърце, ум, душа и сила и да обичаш ближния си както себе си.
Higher Life (или Превъзвишен (чист) живот) е християнско движение, оформено в Англия. Името идва от книгата на Уилиам Бордман озаглавена „Висшият (чистият) християнски живот“, публикувана през 1858 г. Основната идея на това учение е, че християнинът трябва да продължи напред след първоначалното си обръщане към Бога и да почувства работата на Бог в живота му. Тази работа е наречена пълно освещаване, второ благословение, второ докосване, изпълване със Светия Дух и още няколко други имена. 
С разрастването на тези две движения е оформена теологията на Петдесятничеството.
Участниците в тези движения вярват, че след обръщането към Христос (първо благословение"), следва освещаването или „второто благословение“. Уеслианските проповедници проповядват, че това преживяване незабавно премахва греха от християнския живот, водейки до „безгрешно съвършенство“. Последователите на „Превъзвишен живот“ споделят това вярване за „второто благословение“, но го разбират по друг начин. Те го разглеждат не като напълно премахване на греха, а като „пълно освещаване“, което ги упълномощава за евангелизиране. Затова ранните Петдесятни разбират кръщението в Светия Дух за това „второ благословение“ и говоренето на чужд език за свидетелство. Уеслианското движение е универсалната позиция на ранното Петдесятничество, възприемайки 3 процеса на духовен растеж – обръщане, пълно освещение и кръщение в Светия Дух.

### Единобожно петдесятничество
Наричано още Апостолско, това движение се различава от другите 2 по-горе споменати по няколко съществени причини. Движението запазва ранното разбиране за спасението и за разлика от някои други Петдесятни движения, настояват, че кръщението е необходимо за спасение. Те обаче, за разлика от други, не приемат традиционната доктрина за Светата Троица. Те не описват Бога с 3 лица, а по-скоро като 3 прояви – вярвайки, че Отец, Син и Светият Дух са 3 прояви или названия на 1 невидим Бог.

 Това движение също практикува кръщение в името на Иисус Христос, настоявайки, че кръщенията трябва да се извършват в името Иисус Христос, различни от тези в Светата троица. Те са склонни да наблягат на стриктни „святи стандарти“ в обличането, жененето и другите области на лично поведение, които не са непременно споделяни от други Петдесетни групи, поне не до такава степен, каквато може да се намери в Апостолските Петдесятни църкви.
Освен това техните доктрини се различават значително от тези на повечето Петдесятни и Евангелски фракции. Докато повечето от тях изискват само вяра в Иисус Христос за спасение, то Апостолското Петдесятничество настоява за покаяние, кръщение (в името на Иисус) и приемане на Светия Дух като потвърждение за вярата. Това рефлектира върху тяхното тълкуване на Библията и предизвиква множество търкания между този тип Петдесятничество и други църкви.
|  | Тази страница частично или изцяло представлява превод на страницата Pentecostalism в Уикипедия на английски. Оригиналният текст, както и този превод, са защитени от Лиценза „Криейтив Комънс – Признание – Споделяне на споделеното“, а за съдържание, създадено преди юни 2009 година – от Лиценза за свободна документация на ГНУ. Прегледайте историята на редакциите на оригиналната страница, както и на преводната страница, за да видите списъка на съавторите. ВАЖНО: Този шаблон се отнася единствено до авторските права върху съдържанието на статията. Добавянето му не отменя изискването да се посочват конкретни източници на твърденията, които да бъдат благонадеждни. |